# Кхаридхунга (шахта)

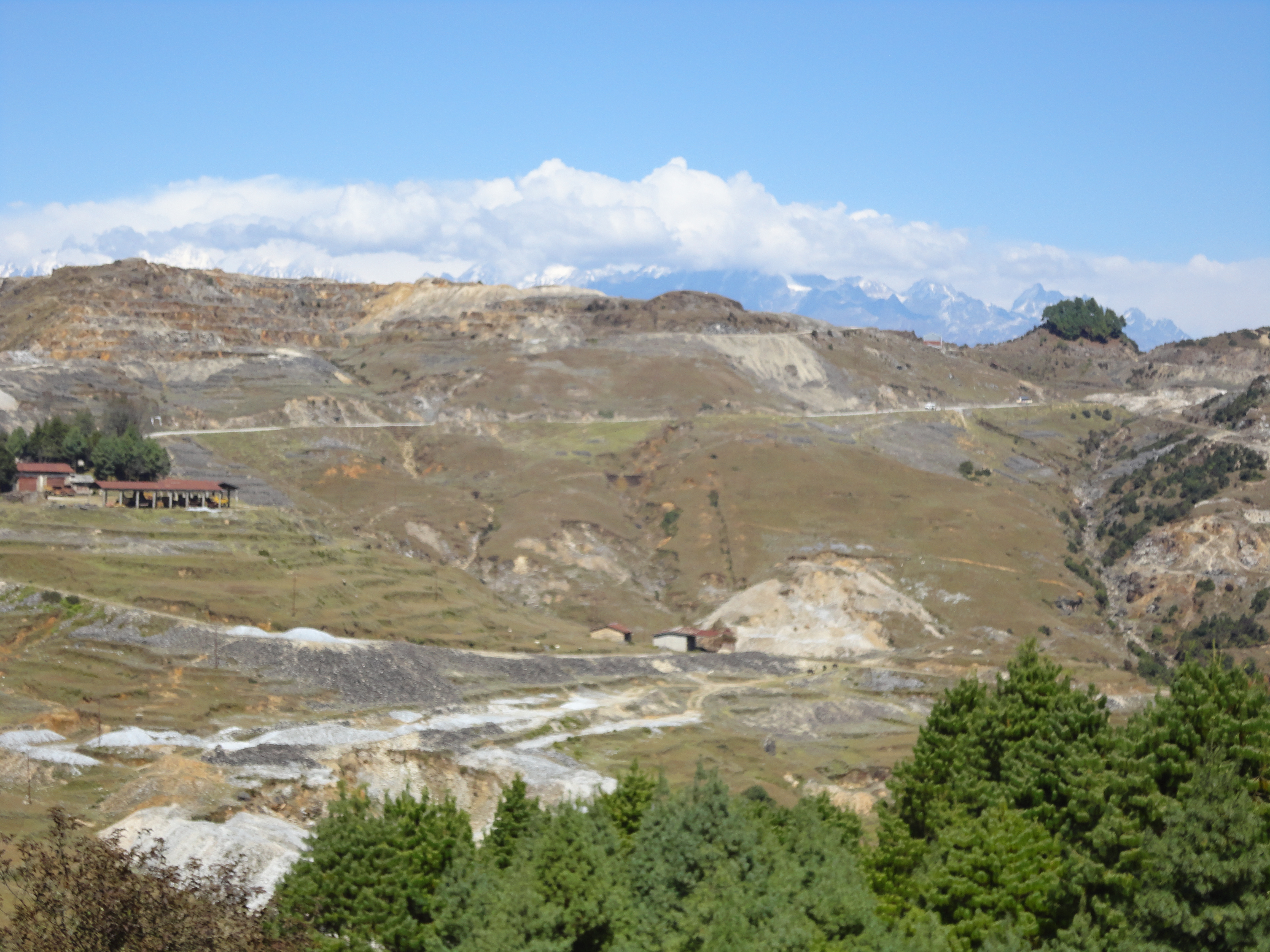
Хари дхунга, Долаха, Непал

Кхаридхунга — шахта, расположенная на территории Федеративной Демократической Республики Непал. Является одним из крупнейших месторождений магния как в Непале, так и в мире. Находится в восточной части страны в округе Джанакпур. Оценённые запасы шахты составляют около 180 млн тонн магниевой руды, что составляет 88 % запасов магния в Непале.